# Vitbrynad fulvetta
Vitbrynad fulvetta (Fulvetta vinipectus) är en liten asiatisk fågel i familjen papegojnäbbar inom ordningen tättingar. Den minskar i antal, men beståndet anses ändå vara livskraftigt.

## Utseende och levnadssätt
Vitbrynad fulvetta är en liten tätting med en kroppslängd på endast 11 centimeter. Den liknar i stort rhododendronfulvettan (F. ludlowi) med överlagt brun ovansida med rostfärgade vingar och en svartvit vingpanel. Vitbrynad fulvetta har dock som namnet avslöjar ett brett och långt ögonbrynsstreck. Vidare är undersidan ljusare med ofläckad vitaktig strupe.

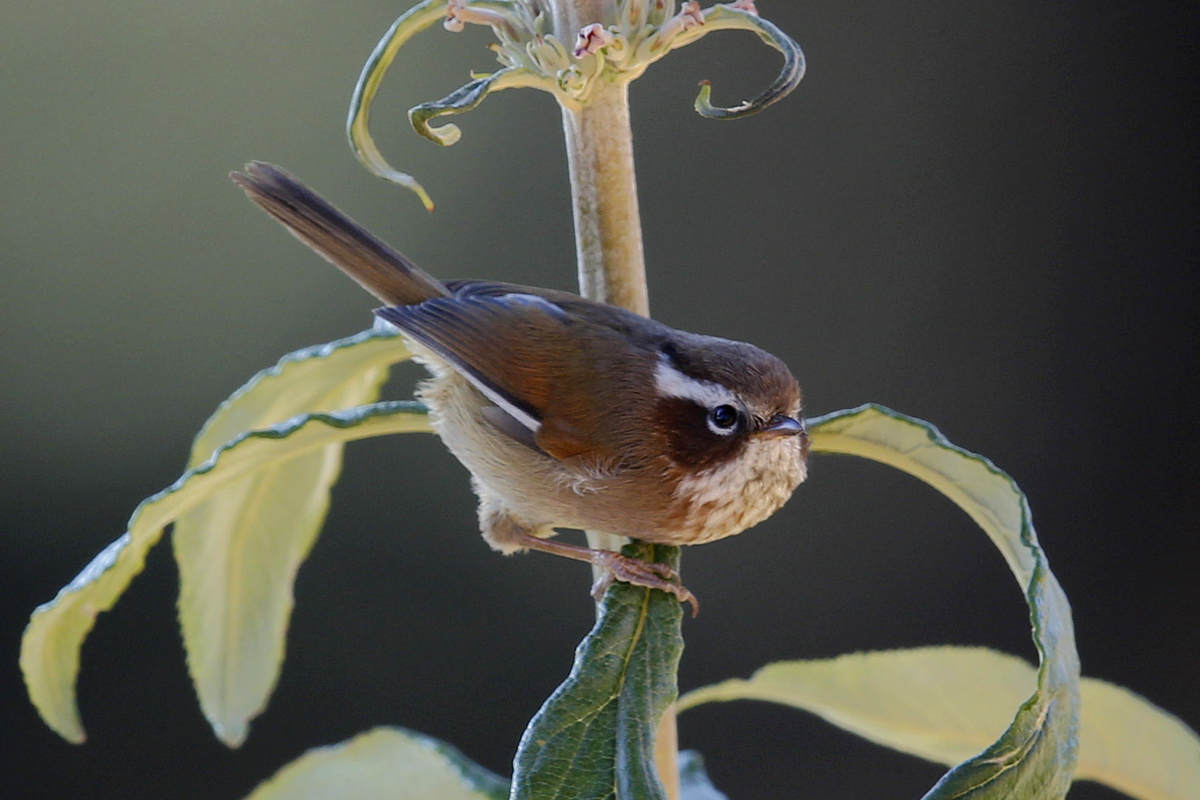

## Utbredning och systematik
Vitbrynad fulvetta delas upp i åtta underarter med följande utbredning:
- Fulvetta vinipectus kangrae – Himalaya (Kashmir till nordvästra Uttar Pradesh)
- Fulvetta vinipectus vinipectus – bergsskogar i västra och centrala Nepal
- Fulvetta vinipectus chumbiensis – bergsskogar i östra Nepal till sydöstra Tibet, Sikkim och Bhutan
- Fulvetta vinipectus austeni – bergsskogar i södra Assam (söder om Brahmaputra)
- Fulvetta vinipectus ripponi – västra Myanmar (högst belägna delarna av Chin Hills)
- Fulvetta vinipectus perstriata – nordöstra Burma (Kachin State) till södra Kina (västra Yunnan)
- Fulvetta vinipectus valentinae – norra Vietnam (bergsområdet Fan Si Pan)
- Fulvetta vinipectus bieti – södra Kina (Sichuan till nordvästra Yunnan och sydöstra Tibet)

### Släktes- och familjetillhörighet
Tidigare behandlades fulvettorna som timalior och placerades i släktet Alcippe, men DNA-studier visar att arterna i Alcippe endast är avlägset släkt med varandra, så pass att de numera placeras i flera olika familjer. Fulvettorna är en del av en grupp i övrigt bestående av papegojnäbbarna, den amerikanska arten messmyg, de tidigare cistikolorna i Rhopophilus samt en handfull släkten som tidigare också ansågs vara timalior (Lioparus, Chrysomma, Moupinia och Myzornis). Denna grupp är i sin tur närmast släkt med sylvior i Sylviidae och har tidigare inkluderats i den familjen. Enligt sentida studier skilde sig dock de båda grupperna sig åt för hela cirka 19 miljoner år sedan, varför tongivande International Ornithological Congress (IOC) numera urskilt dem till en egen familj, Paradoxornithidae. Denna linje följs här.

## Levnadssätt
Vitbrynad fulvetta hittas i bergsskogar över 2300 meters höjd i Himalaya, i Kina till 2000 meter. Den bebor låga buskmarker, en-, björk-, tall- och granskogar samt områden med lågvuxen Salix, ek eller rhododendron. Utanför häckningstid ses den i grupper om upp till 20 individer, ibland tillsammans med andra fågelarter. Födan består nästan uteslutande av insekter, men kan också ta bär och frön.

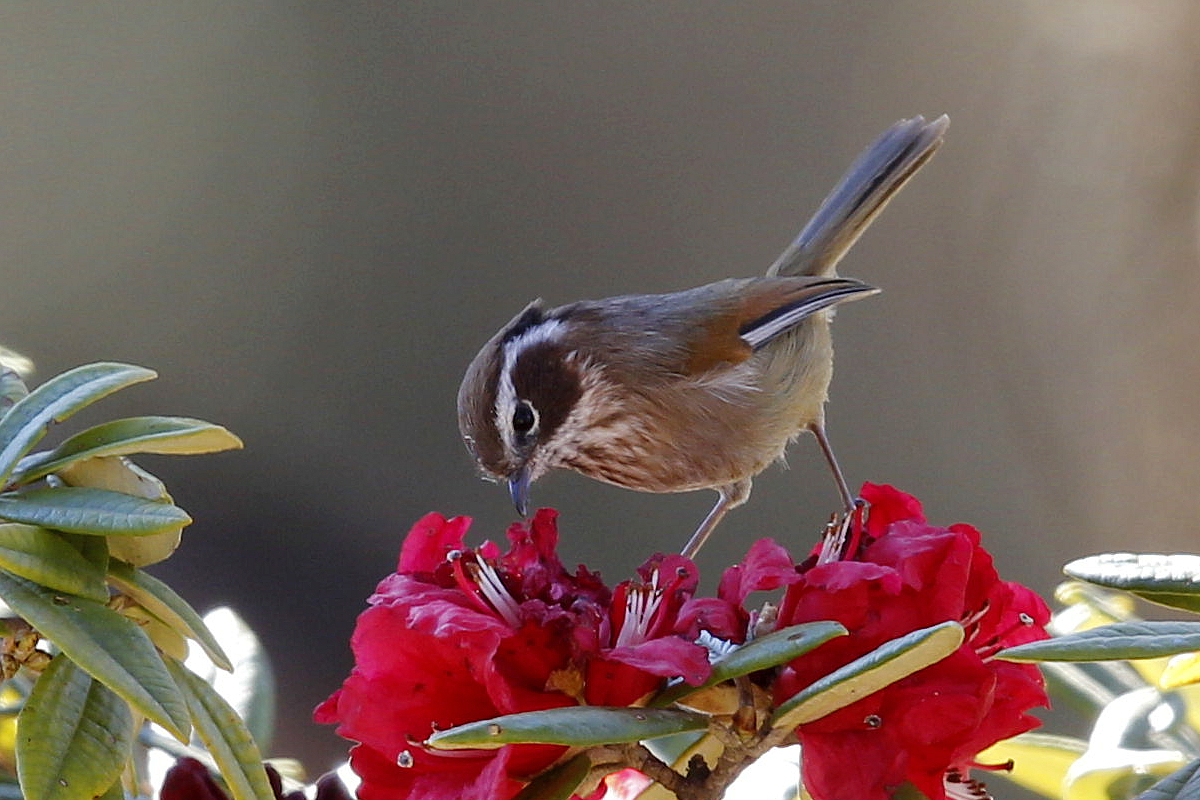

### Häckning
Häckningssäsongen sträcker sig från april till juli i Himalaya, maj–juni i Kina. Det relativt stora och djupa skålformade boet av gräs, bambu, mossa, små rötter, bark och växtfibrer placeras i en buske eller ett bambustånd cirka 0,9 till två meter ovan mark. Däri lägger den två till tre ägg.

## Status och hot
Arten har ett stort utbredningsområde och en stor population, men tros minska i antal till följd av habitatförstörelse och fragmentisering, dock inte tillräckligt kraftigt för att den ska betraktas som hotad. Internationella naturvårdsunionen IUCN kategoriserar därför arten som livskraftig (LC). Världspopulationen har inte uppskattats, men den beskrivs som ganska vanlig.

## Namn
Fulvetta är diminutiv av latinska fulvus, "gulbrun", det vill säga "den lilla gulbruna".